# 존 컨스터블
존 컨스터블(John Constable 1776년 6월 11일~1837년 3월 31일)은 영국의 낭만주의 화가이다.
터너와 같은 시대에 태어난 풍경화가이지만 이 두 사람처럼 대조적인 사람은 없다. 터너는 매우 빨리 왕립예술원 회원이 되었으나, 컨스터블은 회원이 되는 데에 많은 세월을 보냈다. 터너는 빛 속에 자연을 용해시키지만 컨스터블은 생각하는 것같이 자연을 그리고, 터너는 세부를 버리지만 컨스터블은 세부에서부터 묘사를 해 나간다. 그러나 두 사람 다 자연에 대한 관찰은 깊고, 더불어 근대 풍경화의 선구자가 되었다.
컨스터블은 서퍽주의 한 마을에서 제분업자의 아들로 태어났다. 그는 대기만성한 사람으로서, 개천이나 수풀이 많은 고향의 자연을 사랑하였다. 그 자연은 그에게 있어서는 깊은 진실의 존재였다. 자연 가운데에서 진실을 보고, 그는 자기의 눈을 믿었다. 그것 때문에 일반 사람들에게 사랑을 받는 유창한 묘사를 하지 않지만, 그 누구보다도 자연의 성격에 다가가는 강인한 내용을 가지고 있다. 그는 1802년에 왕립예술원에 입선한 이래 매년 발표를 계속하였다. 사랑하는 여인과 결혼한 것은 40세 때였으며, 아내를 결핵으로 잃은 이듬해인 1829년에 겨우 왕립예술원 회원으로 뽑혔다. 그러나 그 후는 건강도 좋지 않고 고독한 만년을 보냈다. 컨스터블은 풍경만을 그렸는데, 자연이 갖고 있는 생생한 모습 특히, 하늘의 구름을 면밀하게 연구하여 화폭에 담았고 이를 계기로 '구름 화가'로 불리기도 했다. 프랑스의 화가보다 먼저 외광(外光) 아래서 제작한 가장 이른 한 사람이며, 영국에서는 생전에는 인식되지 못했으나, 당시의 개념과는 반대로 비근한 눈앞의 정경에도 자연의 진실을 찾아내고 있으며, 후에 프랑스의 바르비종파에도 깊은 계시를 부여했다.

## 주요 작품

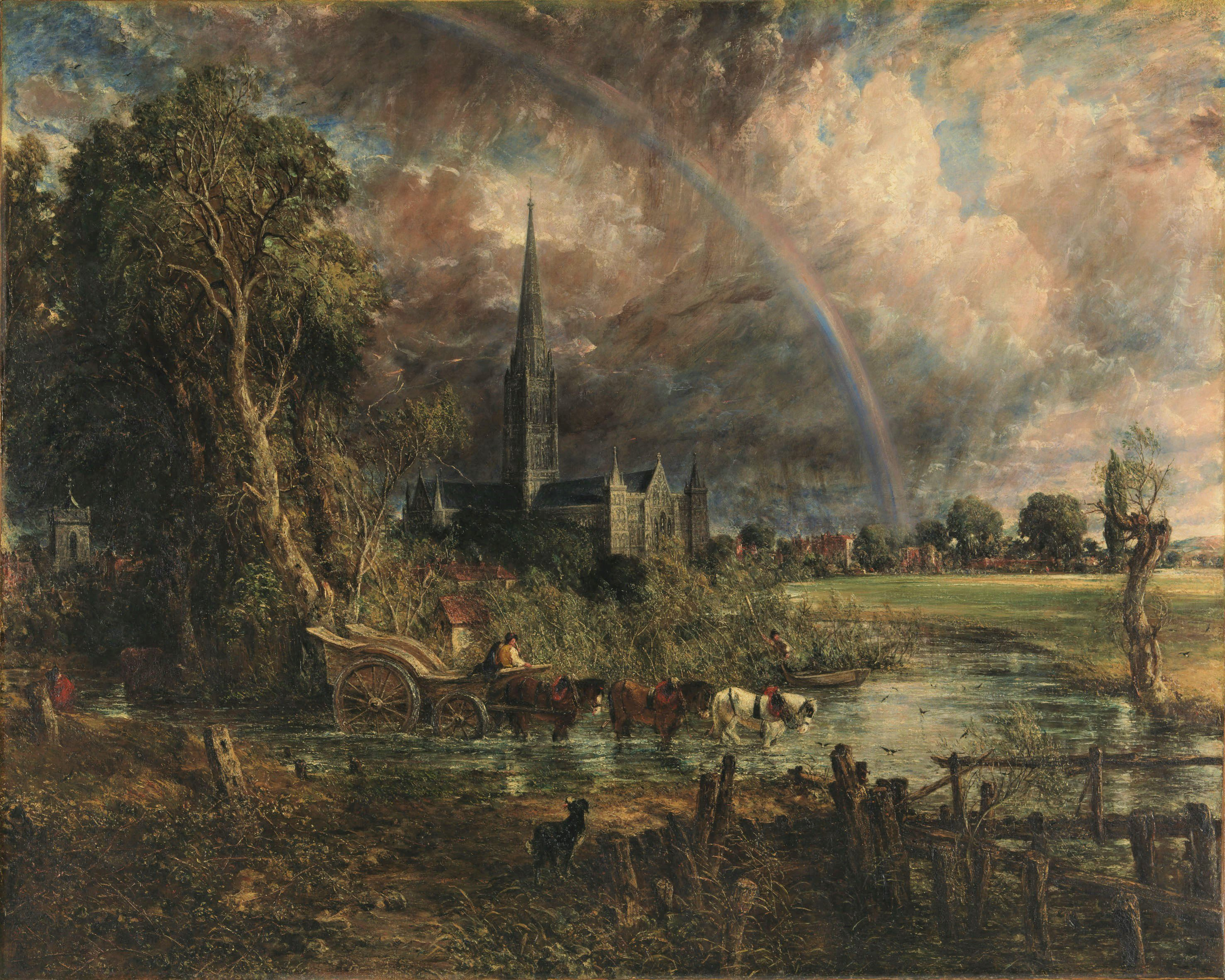
Salisbury Cathedral from the Meadows
Salisbury Cathedral from the Bishop's Grounds
Dedham Lock and Mill